# Gancio di coda

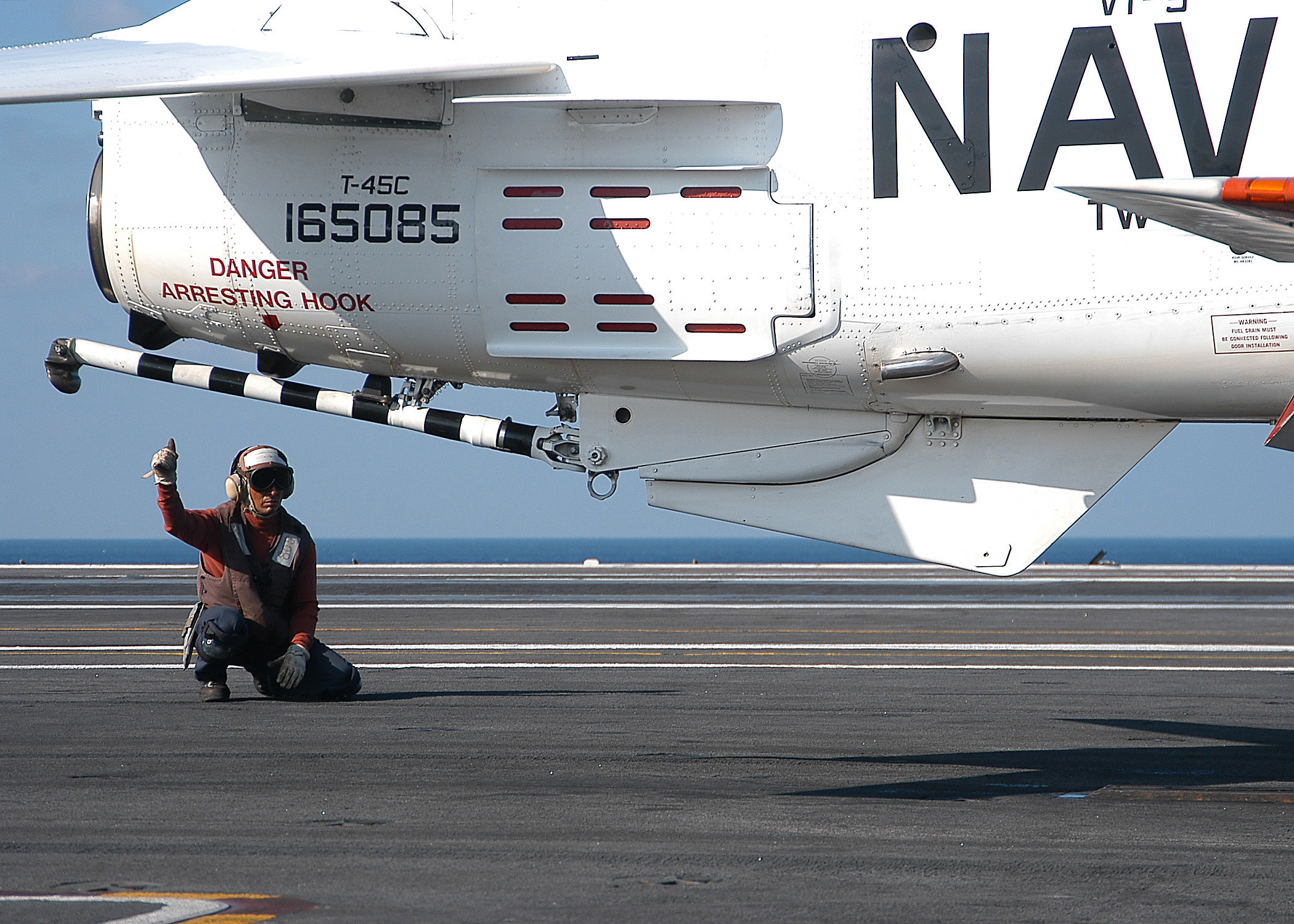
Il gancio di coda per l'arresto, di un T-45

Il gancio di coda o gancio d'arresto è un'asta con l'estremità ad uncino che è fissata alla parte posteriore di un aereo imbarcato e che permette l'arresto dello stesso nel limitato spazio di un ponte di volo di una portaerei, durante la manovra di appontaggio. 

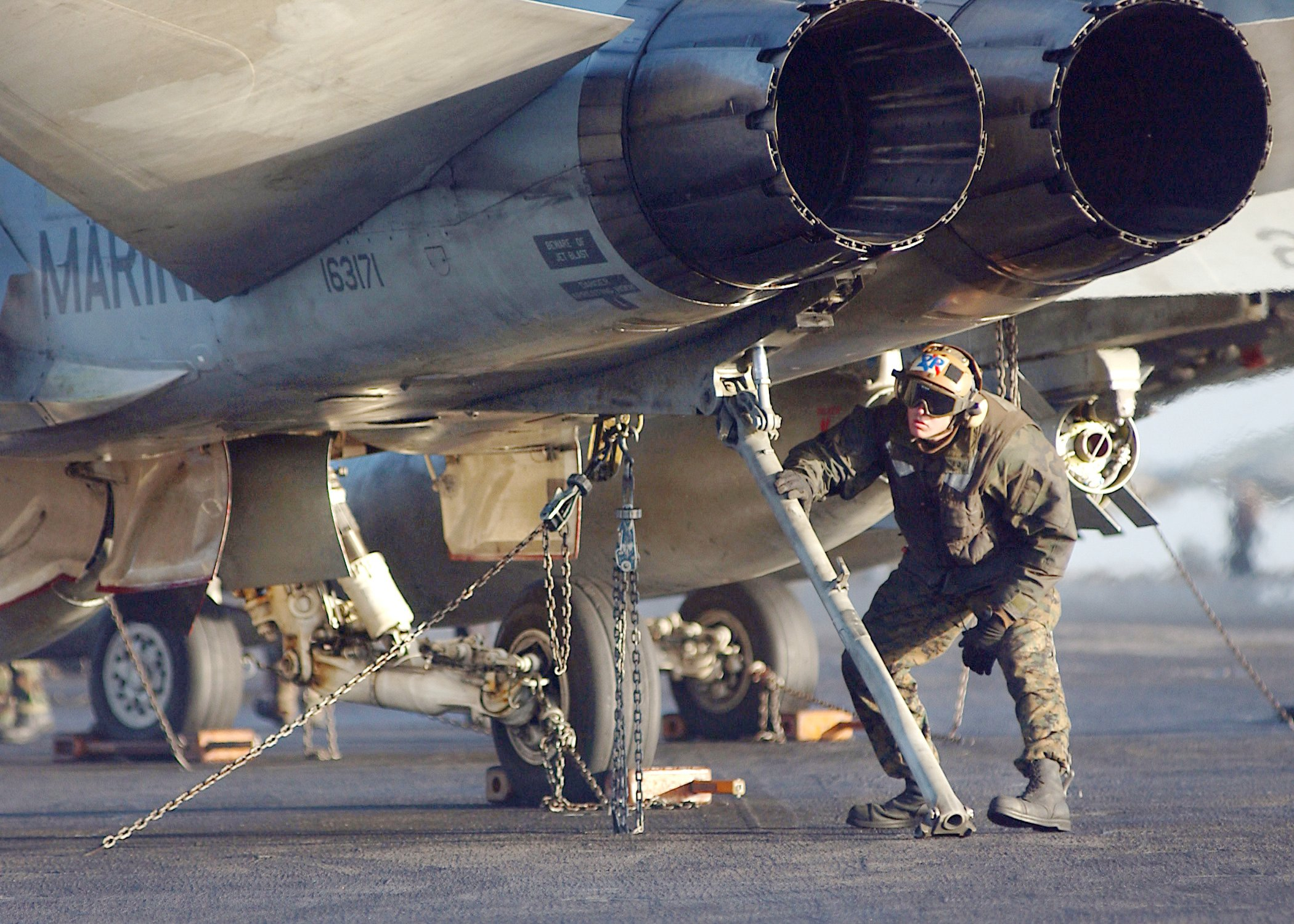
Manutenzione su un F/A-18 Hornet sul ponte di una portaerei

## Descrizione e storia
Questo dispositivo fu ideato da Hugh Robinson, e provato per la prima volta da Eugene Ely il 18 gennaio 1911, quando col suo aereo atterrò sulla USS Pennsylvania alla fonda nella baia di San Francisco.
Oggigiorno, ogni velivolo imbarcato, ad ala fissa e atterraggio convenzionale, è dotato di questo dispositivo (quindi non lo hanno né gli elicotteri né gli aerei ad atterraggio verticale (VTOL o STOVL) quali gli Harrier).
In fase di avvicinamento alla portaerei (prima dell'appontaggio quindi) il pilota commuta la posizione del gancio d'arresto da orizzontale (posizione che ha il dispositivo durante il volo) ad inclinata verso il basso, in quanto tale gancio dovrà impigliarsi in uno dei tre (o meno comunemente quattro) cavi d'arresto che si trovano distesi attraverso il ponte di volo, (durante un appontaggio ben fatto dovrebbe essere il terzo cavo, contando a partire da quello più a poppa). Saranno poi questi cavi, o meglio i loro dispositivi di srotolamento, ad assorbire tutta l'energia cinetica dell'aeroplano e permettere quindi ad esso di fermarsi sulla corta pista che è il ponte di volo della portaerei. Lo sforzo per struttura del velivolo, gancio e cavi è molto alto, in quanto gli aerei effettuano l'appontaggio con i motori all'85% della potenza, per lasciare all'aereo sufficiente energia per decollare nuovamente, in caso di mancato aggancio.